# 藪神駅
藪神駅（やぶかみえき）は、新潟県魚沼市今泉にある、東日本旅客鉄道（JR東日本）只見線の駅である。

## 歴史
- 1951年（昭和26年）
  - 3月1日：日本国有鉄道（国鉄）の藪神仮乗降場として開設[2]。
  - 10月1日：駅に昇格[1]。
- 1987年（昭和62年）4月1日：国鉄分割民営化により、東日本旅客鉄道の駅となる[3]。

## 駅構造
単式ホーム1面1線を有する地上駅である。
越後湯沢駅管理の無人駅である。駅舎とホームは線路の西側に位置しており、待合室の機能のみで、トイレは設置されていない。

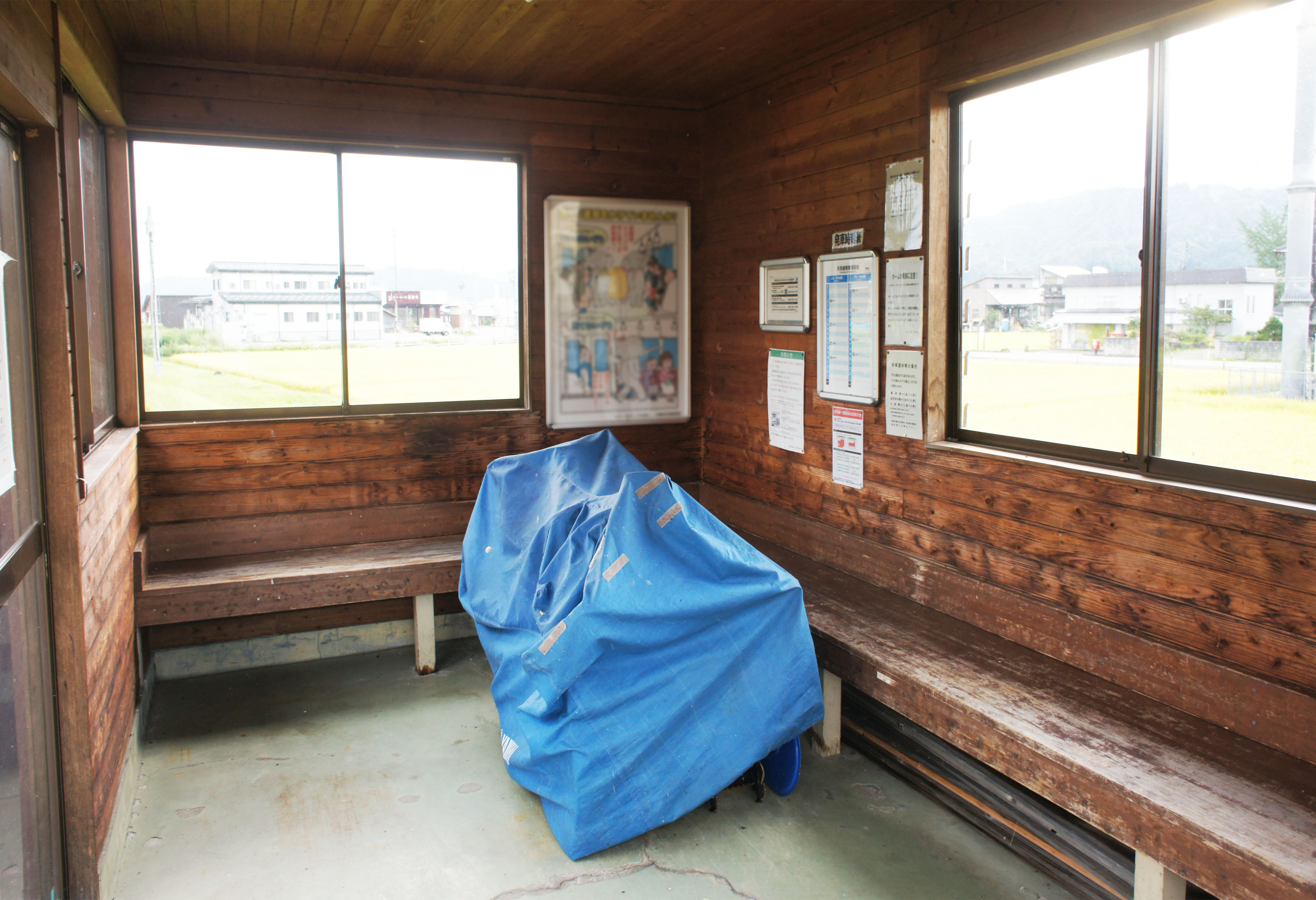
待合室（2021年9月）
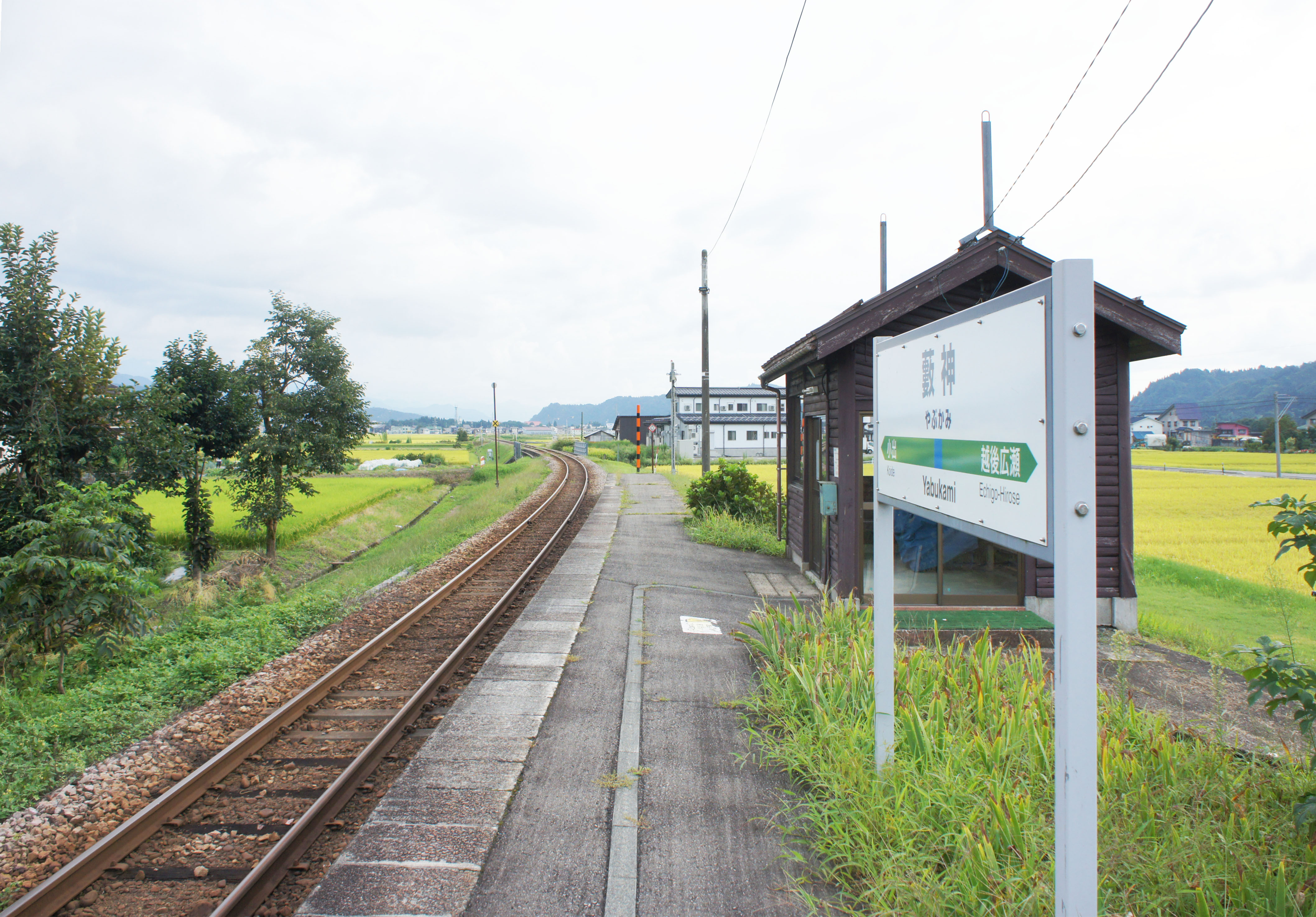
ホーム（2021年9月）

## 駅周辺
- 魚沼市役所広神庁舎（旧・広神村役場）
- 魚沼市立広神中学校
- 国道252号
- 小出警察署広神駐在所
- 今泉簡易郵便局

## バス路線
越後交通グループの南越後観光バスが運行する路線バスが只見線に並行して走っている。
島
当駅から徒歩約2分の国道252号沿いに設置されている。
- UA 小出＝上条＝穴沢 線[4][5]

道元
当駅から北東へ徒歩約10分ほどの国道252号沿いに設置されている。
- UA 小出＝上条＝穴沢 線[4][5]
- UH 小出＝下倉＝東中＝広瀬駅角＝小平尾＝白椛 線[6]

## 隣の駅
東日本旅客鉄道（JR東日本）
■只見線
越後広瀬駅 - 藪神駅 - 小出駅